# Suomi Valtaistuimen Edessä
Suomi Valtaistuimen Edessä é um álbum de estúdio da banda cristã brasileira Diante do Trono, lançado em novembro de 2012 na Finlândia em formato físico e digital. A obra contém canções dos álbuns Aleluia e Sol da Justiça em finlandês. Além de integrantes da banda, o trabalho teve a participação de músicos locais. O projeto gráfico da obra foi produzido pela Quartel Design.

## Faixas
1. "Medley Hoosianna ja Ilon Juhla" (Medley Hosana e Tempo de Festa) - Ana Paula Valadão
2. "Ylistyksen Arvoinen" (Digno de Adoração) - Rodrigo de Campos
3. "Sinulle Kunnia" (A Ti a Honra) - Rodrigo Campos, Saara Campos & Johanna Särkkälä
4. "Kunnia" (Glória) - Elina Haavisto
5. "Tässä Olen" (Eis-me Aqui) - Saara Campos & Ana Paula Valadão
6. "Rauhasi" (Tua Paz) - Johanna Särkkälä
7. "Sydämeni" (Meu Coração) - Jaana Yrttiaho
8. "Kirkkauden Keskellä" (Em Meio a Tua Glória) - Rodrigo Campos & Saara Campos
9. "Kaikesta Mitä Sä Oot" (Por Tudo o Que Tu És) - Johanna Särkkälä
10. "Olet Herra Parantajani" (És o Deus que me Cura) - Saara Campos
11. "Halleluja" (Aleluia) - Rodrigo Campos & Ana Paula Valadão